# منعكس السمع
المنعكس السمعي (المعروف أيضًا باسم منعكس الركابة، أو منعكس الأذن الوسطى، أو منعكس التوهين، أو منعكس قوقعة الأذن أو المنعكس داخل الأذن)، هو انقباض عضلي لا إرادي، يحدث في الأذن الوسطى استجابة لمنبهات صوتية عالية أو بالترافق مع بداية النطق (إصدار الأصوات).
تتقلص عضلات العظيمات السمعية (الرِكَابية، والموترة للطبل) استجابة للمنبهات السمعية عالية الشدة. تتقلص العضلة الركابية وتسحب ركاب الأذن الوسطى بعيدًا عن النافذة البيضية، ما يؤدي إلى تقارب السلسلة العظمية وتصلبها، تمارس العضلة الموترة للطبل الفعل نفسه عن طريق سحب المطرقة إلى داخل الأذن الوسطى. يقلل المنعكس من انتقال الطاقة الاهتزازية إلى القوقعة، وتحول إلى نبضات كهربائية يعالجها الدماغ.

## عتبة المنعكس سمعي
تعرف عتبة المنعكس السمعي بمقدار ضغط المنبه الصوتي الذي يؤدي إلى تنشيط المنعكس سمعي عند تردد معين. يتأثر المنعكس السمعي بمستوى ضغط الصوت وتردده. تقدر عتبة المنعكس السمعي لدى الأشخاص ذوي السمع الطبيعي بحوالي 70-100 ديسيبل. ترتفع عتبة المنعكس السمعي لدى الأشخاص المصابين بفقدان السمع التوصيلي (ضعف انتقال الصوت في الأذن الوسطى)، وقد يغيب بشكل كامل. 
عادة ما تكون عتبة المنعكس السمعي أقل من عتبة الانزعاج بحوالي 10-20 ديسيبل. لا تعتبر عتبة الانزعاج مؤشرًا جيدًا للأذية الصوتية: يملك عمال الصناعة عتبات انزعاج عالية نسبيًا، ويكون الصوت مؤذيًا قبل هذه العتبة.
يمكن تقليل عتبة المنعكس السمعي عن طريق تقديم نغمة ثانية بشكل متزامن (الميسر). تقدم نغمة الميسر إلى أي من الأذنين. تكون الاستجابة أفضل عندما يكون تردد نغمة الميسر أقل من تردد المنبه (أي الصوت المستخدم لتحريض المنعكس السمعي).

## الخصائص والتأثيرات
- يحدث المنعكس السمعي لدى معظم الحيوانات، ويشمل تقلص عضلات الأذن الوسطى: العضلة الرُكابِية، والعضلة الموترة للطبل. يشمل المنعكس السمعي لدى الإنسان تقلص العضلة الركابية فقط.[10]
- تتقلص العضلة الركابية في كلا الأذنين في حال سلامتهما، بغض النظر عن الأذن التي تلقت منبه الصوت العالي. يحمي المنعكس السمعي من الأصوات ذات التردد المنخفض.[11]
- في حال تلقي منبه صوتي أعلى بمقدار 20 ديسيبل من عتبة المنعكس، يقلل منعكس الركابة من شدة الصوت المنقول إلى القوقعة بحوالي 15 ديسيبل.[12]
- يُحرض المنعكس السمعي أيضًا عندما يصدر الشخص الأصوات، ويقلل حينها من شدة الصوت الذي يصل إلى الأذن الداخلية بحوالي 20 ديسيبل. تملك الطيور منعكس ركابي مشابه، يحرض مع بداية الطيور بالتغريد ويكون تأثيره أكثر قوة من المنعكس الركابي لدى البشر.[13]

## الوظيفة المفترضة
الوظيفة الرئيسية المفترضة للمنعكس السمعي هي حماية عضو كورتي من التنبيه المفرط (خاصةً في الترددات المنخفضة). أثبت وجود هذه الحماية لدى كل من البشر والحيوانات، ولكن مع تأثيرات محدودة.
لا يتجاوز زمن التقلص العضلي 10 مللي ثانية، ولكن قد يستغرق الوصول إلى الحد الأقصى من التوتر مدة 100 مللي ثانية أو أكثر. يبلغ كمون التقلص مدة 150 مللي ثانية عندما يوافق المنبه الصوتي عتبة التنبيه (الحد الأدنى)، بينما يبلغ 25-35 مللي ثانية عند مستويات ضغط صوت مرتفعة. تزداد سعة التقلص مع ازدياد ضغط المنبه الصوتي.
لا يحمي المنعكس السمعي من الضوضاء الشديدة المفاجئة. يحمي المنعكس السمعي من التعب السمعي في حال تكرار تلقي ضجيج شديد ومفاجئ بوتيرة أعلى من 2-3 ثوانٍ.
لا تستمر العضلة الركابية بالتقلص استجابة للتحفيز المستمر. ينخفض التوتر العضلي إلى حوالي 50% من قيمته القصوى في غضون بضع ثوانٍ.
توجد معايير لتقدير خطر الأذية الصوتية أثناء التعرض للضوضاء النبضية، يعد المنعكس سمعي جزءًا من خوارزمية تقييم المخاطر السمعية لدى لإنسان، ونماذج طاقة القوقعة المتكاملة. يقدر هذان النموذجان استجابة الغشاء القاعدي للمحفزات، ويمكن من خلالها للتنبؤ بالمخاطر المحتملة لفقدان السمع.